# Will Grigg
William Donald Grigg, né le 3 juillet 1991 à Solihull (Angleterre), est un footballeur international nord-irlandais qui évolue au poste d'attaquant au Chesterfield FC.

## Biographie

### Jeunesse
Né à Solihull, dans le comté des Midlands de l'Ouest, en Angleterre, le jeune Will Grigg est recruté à l'âge de 7 ans par le Birmingham City Football Club. Il évolue dans les différentes équipes de jeunes joueurs puis se casse la jambe à l'âge de 15 ans. Relâché par Birmingham City Football Club après cette blessure, il retourne à l'école et joue pour une équipe locale. 

### Carrière de joueur de football professionnel

#### Débuts semi-professionnels
En septembre 2007, Will Grigg rejoint l'équipe semi-professionnelle de Stratford Town avec laquelle il fait ses débuts en Coupe d'Angleterre le 15 septembre. À l'été 2008, il est recruté par le Walsall Football Club qui évolue en troisième division anglaise. Le numéro 24 est le plus souvent remplaçant, le joueur ne dispute aucune rencontre lors de la saison 2009-2010. Jeune, il joue peu et apprend le niveau professionnel. Will Grigg entre régulièrement en jeu la saison suivante, marquant quatre buts en 30 rencontres disputées. En 2011-2012, il marque à nouveau à quatre reprises en 32 apparitions sur le terrain. 
La saison 2012-2013 est celle de la révélation pour le Nord-Irlandais. Titulaire avec Walsall, il marque vingt buts et est élu meilleur joueur de la saison du club. Grigg termine la saison avec dix buts en onze matchs et attire l'attention de nombreux clubs anglais.

#### Brentford
Le 1er juillet 2013, il signe un contrat de trois ans avec le Brentford Football Club, évoluant également en troisième division anglaise. Sa première saison avec Brentford déçoit. Il marque peu de buts, seulement quatre en 36 rencontres disputées, et perd son statut de titulaire. Alors qu'il est devenu international nord-irlandais, il manque de confiance devant les buts. Le club réussit cependant une bonne saison, et est promu en division supérieure. Will Grigg est prêté pour une saison au Milton Keynes Dons Football Club, alors en troisième division. Le 26 août 2014 il marque deux buts contre Manchester United lors d'une victoire (4-0) en Coupe de la Ligue. Cette performance lance sa saison et il multiplie les buts en championnat. Will Grigg termine la saison avec 22 buts inscrits et contribue à la montée de Milton Keynes Dons en deuxième division.

#### Wigan Athletic
Le 14 juillet 2015, il rejoint Wigan Athletic pour environ un million de livres. Deux saisons après un succès en Coupe d'Angleterre et une relégation de Premier League, le club vient de descendre en troisième division anglaise. Will Grigg devient le buteur du club. Il inscrit son premier triplé contre Port Vale en janvier lors d'un succès sur le score de 3 à 0. Grigg termine la saison comme meilleur buteur du championnat avec 25 buts. Sous son impulsion, l'équipe remonte immédiatement en deuxième division anglaise en remportant le championnat. Will Grigg est titré pour la première fois de sa carrière.
Will Grigg connait une nouvelle heure de gloire lorsqu'il marque l'unique but de Wigan lors de l'élimination de Manchester City en FA Cup 2017-2018.

#### Sunderland AFC et après
Le 31 janvier 2019, il s'engage pour trois ans et demi avec le Sunderland AFC. En rejoignant les Black Cats, il devient la recrue la plus onéreuse de l'histoire de la League One pour environ 3 millions de livres.[réf. nécessaire]
Les négociations de son transfert sont visibles dans l'épisode 4 de Sunderland : Envers et contre tous sur Netflix.
Le 1er février 2021, il est prêté à Milton Keynes Dons.
Le 14 juillet 2022, il rejoint Milton Keynes Dons.
Au club de National League de Chesterfield, il s'époumonne à marquer pour garder son équipe en tête et espérer l'accession à la division supérieure.

## Carrière internationale
Anglais de naissance, Grigg fait ses débuts pour l'équipe nationale d'Irlande du Nord le 2 juin 2012 lors d'un match contre les Pays-Bas. Non retenu entre octobre 2013 et mars 2015, il revient en sélection après ses performances avec Milton Keynes Dons contre l'Écosse et joue 58 minutes dans une défaite 1 à 0. Intégré au groupe pour les rencontres amicales de préparation à l'Euro 2016, il marque son premier but international contre la Biélorussie le 27 mai 2016. 
Sélectionné dans le groupe de 27 joueurs pour le Championnat d'Europe de football 2016 avec l'Irlande du Nord,, il est confirmé dans la liste définitive des 23 par le sélectionneur Michael O'Neill. Remplaçant, il ne participe pas à la première rencontre de l'histoire de son équipe nationale à l'Euro, contre la Pologne. Les supporteurs nord-irlandais le célèbrent en chantant une reprise du titre Freed from Desire de Gala intitulé Will Grigg's on Fire. La chanson, imaginée en fin de saison par un supporteur de son club, Wigan, connait un succès important pendant l'Euro 2016,,. L'Irlande du Nord va jusqu'en huitièmes de finale, et malgré le succès de la chanson, il ne joue pas une seule minute dans l'Euro.
Le 8 septembre 2018, après près de deux ans d'absence, Grigg fait son retour en équipe nationale pour la Ligue des Nations. Entré en jeu à la place de Kyle Lafferty, il marque un but lors de la défaite 2-1 face à la Bosnie-Herzégovine.

## Statistiques
| Saison                | Club                      | Championnat           | Championnat | Championnat | Championnat | Coupe nationale | Coupe nationale | Coupe nationale | Coupe de la Ligue | Coupe de la Ligue | Coupe de la Ligue | Football League Trophy | Football League Trophy | Football League Trophy | Play-offs | Play-offs | Play-offs | Irlande du Nord | Irlande du Nord | Irlande du Nord | Total | Total | Total |
| Saison                | Club                      | Division              | M.          | B.          | P.d.        | M.              | B.              | P.d.            | M.                | B.                | P.d.              | M.                     | B.                     | P.d.                   | M.        | B.        | P.d.      | M.              | B.              | P.d.            | M.    | B.    | P.d.  |
| 2008-2009             | Walsall FC                | League One            | 1           | 0           | 0           | -               | -               | -               | -                 | -                 | -                 | -                      | -                      | -                      | -         | -         | -         | -               | -               | -               | 1     | 0     | 0     |
| 2009-2010             | Walsall FC                | League One            | -           | -           | -           | -               | -               | -               | -                 | -                 | -                 | -                      | -                      | -                      | -         | -         | -         | -               | -               | -               | 0     | 0     | 0     |
| 2010-2011             | Walsall FC                | League One            | 28          | 4           | 0           | 1               | 0               | 0               | 1                 | 0                 | 0                 | -                      | -                      | -                      | -         | -         | -         | -               | -               | -               | 30    | 4     | 0     |
| 2011-2012             | Walsall FC                | League One            | 29          | 4           | 1           | 3               | 0               | 0               | -                 | -                 | -                 | 1                      | 0                      | 0                      | -         | -         | -         | 1               | 0               | 0               | 34    | 4     | 1     |
| 2012-2013             | Walsall FC                | League One            | 41          | 19          | 6           | 1               | 0               | 0               | 2                 | 0                 | 0                 | 1                      | 1                      | 0                      | -         | -         | -         | 1               | 0               | 0               | 46    | 20    | 6     |
| Sous-total            | Sous-total                | Sous-total            | 99          | 27          | 7           | 5               | 0               | 0               | 3                 | 0                 | 0                 | 2                      | 1                      | 0                      | -         | -         | -         | 2               | 0               | 0               | 111   | 28    | 7     |
| 2013-2014             | Brentford FC              | League One            | 34          | 5           | 1           | 2               | 0               | 0               | -                 | -                 | -                 | -                      | -                      | -                      | -         | -         | -         | 3               | 0               | 0               | 39    | 5     | 1     |
| Sous-total            | Sous-total                | Sous-total            | 34          | 5           | 1           | 2               | 0               | 0               | -                 | -                 | -                 | -                      | -                      | -                      | -         | -         | -         | 3               | 0               | 0               | 39    | 5     | 1     |
| 2014-2015             | Milton Keynes Dons (prêt) | League One            | 44          | 20          | 4           | 3               | 0               | 0               | 3                 | 2                 | 0                 | -                      | -                      | -                      | -         | -         | -         | 2               | 0               | 1               | 52    | 22    | 5     |
| Sous-total            | Sous-total                | Sous-total            | 44          | 20          | 4           | 3               | 0               | 0               | 3                 | 2                 | 0                 | -                      | -                      | -                      | -         | -         | -         | 2               | 0               | 1               | 52    | 22    | 5     |
| 2015-2016             | Wigan Athletic            | League One            | 40          | 25          | 3           | 1               | 0               | 0               | 1                 | 1                 | 0                 | 1                      | 2                      | 0                      | -         | -         | -         | 1               | 1               | 0               | 44    | 29    | 3     |
| 2016-2017             | Wigan Athletic            | Championship          | 33          | 5           | 2           | 2               | 1               | 0               | 1                 | 1                 | 0                 | -                      | -                      | -                      | -         | -         | -         | 2               | 0               | 0               | 38    | 7     | 2     |
| 2017-2018             | Wigan Athletic            | League One            | 43          | 19          | 1           | 8               | 7               | 0               | 2                 | 0                 | 0                 | -                      | -                      | -                      | -         | -         | -         | -               | -               | -               | 53    | 26    | 1     |
| 2018-2019             | Wigan Athletic            | Championship          | 17          | 4           | 0           | 1               | 0               | 0               | -                 | -                 | -                 | -                      | -                      | -                      | -         | -         | -         | 3               | 1               | 0               | 21    | 5     | 0     |
| Sous-total            | Sous-total                | Sous-total            | 133         | 53          | 6           | 12              | 8               | 0               | 4                 | 2                 | 0                 | 1                      | 2                      | 0                      | -         | -         | -         | 6               | 2               | 0               | 156   | 67    | 6     |
| 2018-2019             | Sunderland AFC            | League One            | 18          | 4           | 0           | 1               | 0               | 0               | -                 | -                 | -                 | 1                      | 1                      | 0                      | 2         | 0         | 0         | -               | -               | -               | 22    | 5     | 0     |
| 2019-2020             | Sunderland AFC            | League One            | 14          | 1           | 0           | -               | -               | -               | 2                 | 1                 | 0                 | 1                      | 1                      | 0                      | -         | -         | -         | -               | -               | -               | 17    | 3     | 0     |
| Sous-total            | Sous-total                | Sous-total            | 32          | 5           | 0           | 1               | 0               | 0               | 2                 | 1                 | 0                 | 2                      | 2                      | 0                      | 2         | 0         | 0         | -               | -               | -               | 39    | 8     | 0     |
| Total sur la carrière | Total sur la carrière     | Total sur la carrière | 342         | 110         | 18          | 23              | 8               | 0               | 12                | 5                 | 0                 | 5                      | 5                      | 0                      | 2         | 0         | 0         | 13              | 2               | 1               | 397   | 130   | 19    |

## Palmarès

### En club
- Wigan Athletic
  - Champion d'Angleterre de de troisième division en 2016 et 2018.

- Sunderland AFC
  - Finaliste de l'EFL Trophy en 2019.

- Chesterfield FC
  - National League (D5) en 2024

### Distinctions personnelles
- Membre de l'équipe-type de troisième division anglaise en 2016 et 2018[15].
- Meilleur buteur de troisième division anglaise en 2016 (24 buts).